# Hérmias (apologista)
Hérmias (às vezes também chamado de Hermias Philosophus ou Hérmias, o filósofo) foi um obscuro apologista cristão, que presume-se ter vivido no século III d.C. Nada se sabe sobre ele, exceto o seu nome. 

## Obras
Ele escreveu uma obra chamada "Chacota a filósofos gentios", uma curta paródia sobre temas da filosofia grega (a natureza do corpo, da alma e do mundo). Da frase de Paulo na Primeira Epístola aos Coríntios de que o conhecimento mundano não significa nada para Deus (I Coríntios 2:5–7), ele afirma que todas as doutrinas filosóficas se originam na apostasia dos anjos e, portanto, seriam erradas e risíveis. Hérmias se apoia mais nas críticas à cultura cínica e cética e em biografias filosóficas e anedotas do que nas obras reais de filosofia, que é possível que ele sequer as tenha lido.